# Dobre nad Kwisą
Dobre nad Kwisą (udtales (['dobre-,nat-'kfisą]?, tysk: Dober-Pause) er en landsby i de administrative distrikt Gmina Żagań, i Powiat żagański, Województwo lubuskie, i de vestlige Polen. Landsbyen ligger 11 km syd for Żagań og 47 km syd for Zielona Góra.
Før 1945 var området en del af Landkreis Sprottau i provinsen Niederschlesien, Tyskland.
Indbyggere:
- 1933 – 292
- 1939 – 356

Fra 1975 til 1998 lå området i provinsen Zielona Gora.